# Non t'arrabbiare
Non t'arrabbiare (Mensch ärgere Dich nicht) è un classico gioco da tavolo tedesco, appartenente alla categoria dei giochi di percorso.
Il gioco venne creato a Monaco da Josef Friedrich Schmidt nell'inverno tra il 1907 e il 1908, prendendo spunto dall'indiano Pachisi e dall'inglese Ludo.

## Regole

Il tabellone di gioco

Lo scopo del gioco è di far procedere i propri segnalini dalla casa-base fino alla propria base di arrivo, procedendo in senso orario lungo un percorso fatto di caselle in ragione dei punti ottenuti lanciando un dado. La peculiarità del gioco, dalla quale nasce il nome, è quella di poter "mangiare" un segnalino avversario per costringere il giocatore a ricominciare, provocando in genere una reazione innervosita. Il gioco si compone di una base fatta di cartone, nei cui angoli si trovano le 4 case-base di diverso colore (6 girando la base), 4 segnalini per giocatore dello stesso colore della casa-base e un dado numerato da 1 a 6.
Dopo aver sistemato i segnalini sulle rispettive case-base si può iniziare: un giocatore per volta, in senso orario, lancia 1 volta il dado. Per poter iniziare il percorso bisogna ottenere un 6; questo dà il diritto e l'obbligo di posizionare un segnalino sulla propria casella di partenza, posizionata sulla destra e di uguale colore. Se con il dado si ottiene un numero differente dal 6 la pedina non entra in gioco. Il 6 dà inoltre diritto a ripetere il lancio del dado che determinerà lo spostamento del segnalino lungo il percorso in senso orario. Una volta che tutte le pedine sono in gioco, ogni volta che con il dado si ottiene 6 il giocatore potrà tirare nuovamente il dado per avanzare con una propria pedina a scelta. Se si hanno ancora pedine in casa-base e con il dado si ottiene 6 è obbligatorio posizionarne una sulla casella di partenza, anche se procedendo con un altro si potrebbe "mangiare" un avversario. Vince chi per primo posiziona le 4 pedine sulla base di arrivo, centrando il giusto punteggio con il dado per posizionarle in ordine. La strategia, pur presente nel gioco, è subordinata alla fortuna.Se tutti i giocatori hanno almeno una pedina "mangiata" il gioco continuerà fin quando tutte le pedine saranno utilizzabili e il primo che avra tutte e quattro le pedine nella stessa parte colorata vincerà la partita 

## Diffusione
Il gioco, in produzione dal 1914, ha venduto oltre 70 milioni di esemplari. Le regole dal 1914 non sono cambiate, ma esistono delle varianti sotto altri nomi. All'inizio il gioco ebbe poco successo, ma durante la prima guerra mondiale, Schmidt ne inviò 3 000 pezzi agli ospedali militari, per far passare il tempo ai soldati feriti. Questo favorì attraverso il passaparola il diffondersi del gioco, che nel 1920 raggiunse il milione di esemplari venduti a 35 Pfennig.